# Проспект Чорновола (Львів)
Проспе́кт В'ячесла́ва Чорново́ла — проспект у Шевченківському районі міста Львова. Простягається від перехрестя вулиць Городоцької, Торгової та проспекту Свободи до вулиці Варшавської. Прилучаються вулиці Вагова, Зернова, Князя Мстислава Удатного, Медова, Детька, Академіка Люльки, Пантелеймона Куліша, Під Дубом, Хімічна, Липинського, Могильницького, Петра Панча, Торф'яна, площі Різні, Святого Теодора та 700-річчя Львова.

## Історія
Вулиця на місці сучасного проспекту Чорновола існувала ще у XVIII столітті (частково позначена на мапі Львова 1766 року Жана Ігнатія дю Дефі). Вулиця пролягала вздовж лівого, західного берега річки Полтви і називалася «Вздовж Полтви за Різнею». Близько 1825 року зафіксовано її коротшу назву — Полтви (Пелтви). У 1871 році, під час масового перейменування та упорядкування назв львівських вулиць, вулиця отримала офіційну назву Полтв'яна.
Наприкінці XIX століття річище Полтви почали перекривати: спочатку перекрили ділянку біля площі Різні та вулиці Зернової, на початку XX століття річку перекрили до залізничного мосту, а в 1920-х роках — до сучасної вулиці Липинського. У 1910-х роках почалася активна забудова вулиці Полтв'яної — її непарну сторону частково забудували сецесійними кам'яницями. Парна сторона вулиці тривалий час залишалася незабудованою.
У 1930-х роках вулиця Полтв'яна була однією з головних вулиць Єврейської дільниці Жовківського передмістя Львова.
Після війни, вже за радянського режиму, був розроблений генеральний план забудови Львова (керівники проєкту — Анатолій Натальченко і Генріх Швецько-Вінецький), за яким у 1946—1956 роках передбачалося створити за Оперним театром величезну Центральну площу розміром 250×160 метрів. На площі мали встановити пам'ятник Йосипу Сталіну, спорудити новий будинок для обласних партійних органів із величними сходами, які мали слугувати трибуною під час парадів та демонстрацій, готель та низку будівель у стилі сталінського ампіру. За тим самим планом між вулицями Варшавською і Замарстинівською мали створити новий міський парк і з'єднати його проспектом із Центральною площею. Втім, з цього плану реалізували лише декілька пунктів: розширили вулицю Полтв'яну та у 1956 році перейменували її на вулицю 700-річчя Львова, звели житловий будинок № 1, готель «Львів», кінотеатр «Мир» та будівлю Обласного статистичного управління.
На початку 1970-х років вулицю подовжили до вулиці Варшавської.
У 1999 році вулицю перейменували на проспект Чорновола, на пошану В'ячеслава Чорновола, українського політичного, державного діяча та дисидента, Героя України.

## Забудова

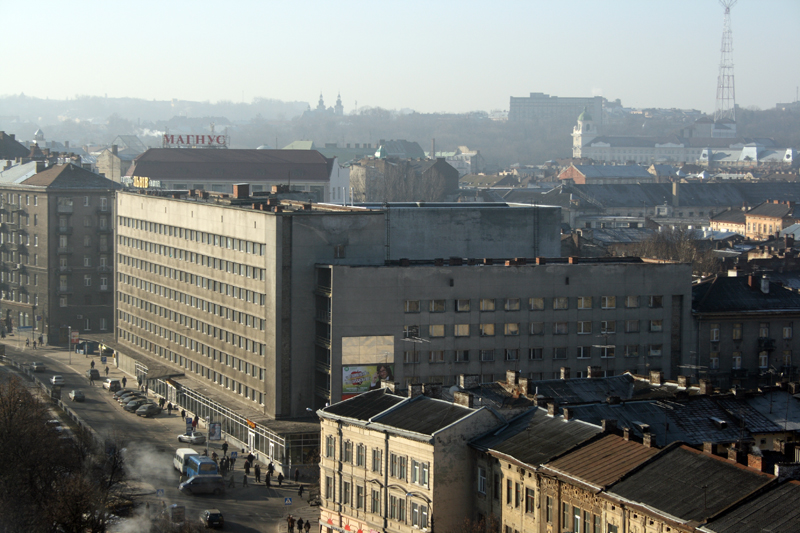
Готель «Львів»

Через свою давню історію проспект Чорновола не має цілісної забудови, а нумерація (особливо з парної сторони) вельми хаотична.
Початок проспекту забудований у другій половині XX століття. Житловий семиповерховий будинок № 1 споруджений у 1957 році за проєктом архітекторів Музи Консулової та В. Гольштейна. На момент проєктування на будинку передбачалося пишне декорування у стилі радянського неокласицизму, проте його будівництво почалося незабаром після знаменитої постанови ЦК КПРС і Ради Міністрів СРСР 1955 року «Про усунення надмірностей у проєктуванні й будівництві», тому будинок перетворився на пересічну сіру будівлю. За радянський часів на першому поверсі будинку функціювала найбільша міська аптека, а також магазини «Медтехніка» і «Оптика», та Львівська міська косметична лікарня. Будинок № 3/7 — готель «Львів», зведений у 1965 році у стилі конструктивізму (архітектори Людмила Нівіна, Анатолій Консулов, Павло Конт). На першому поверсі готелю були ресторан і перукарня, а навпроти готелю у 1970-х роках спорудили перший у Львові фонтан із світломузикою (не зберігся).

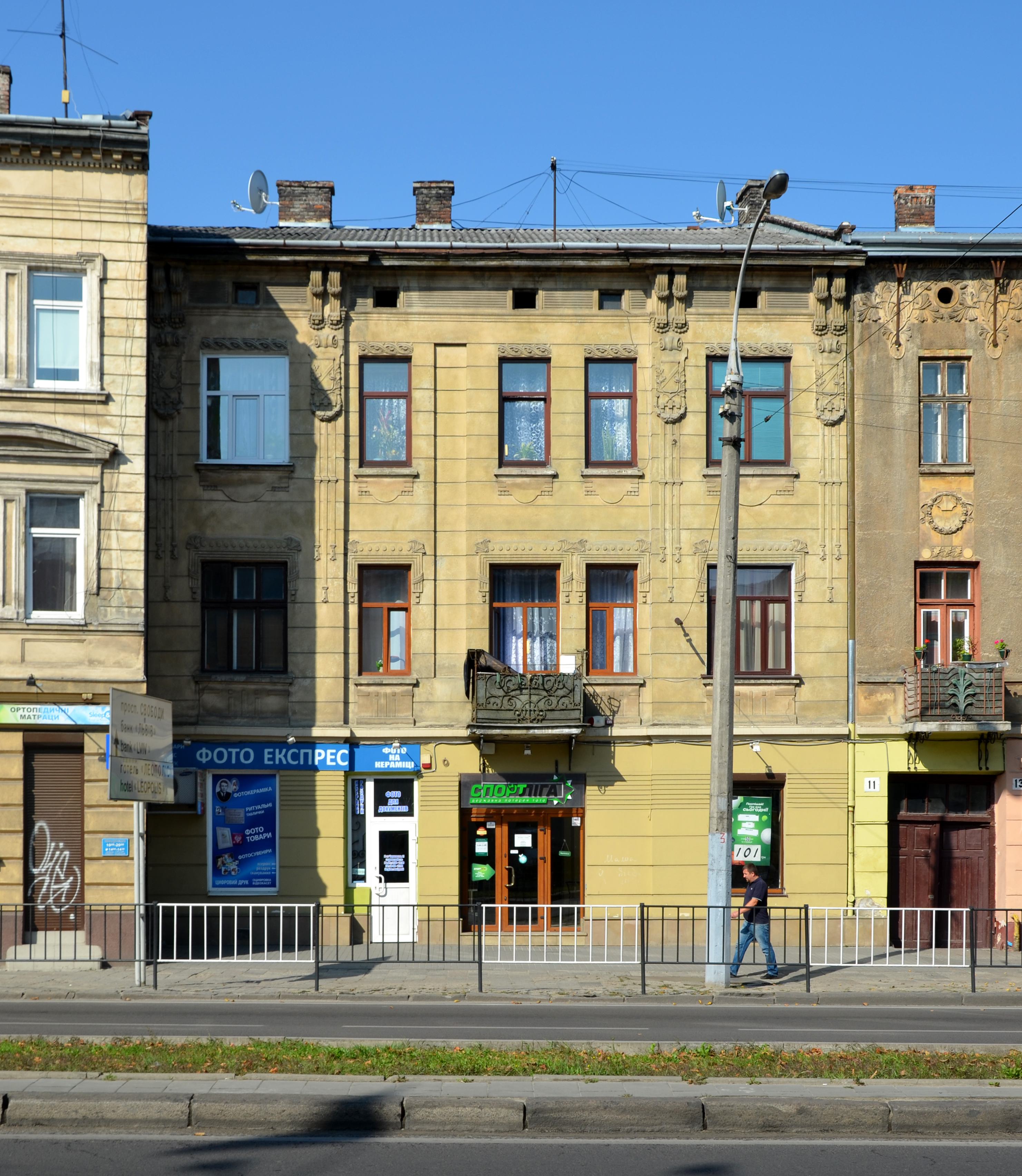
Будинок № 17

Далі по непарній стороні вулиці розташований ряд старовинних триповерхових кам'яниць, зведених у 1890-х-1910-х роках (№ 9—39). Триповерхова кам'яниця № 9 зведена у 1890-х роках у стилі історизму. До середини XX століття саме від цього будинку починалася нумерація тогочасної вулиці Полтв'яної. Будинок № 13 зведений близько 1905 року за проєктом Генрика Орлеана у стилі декоративної сецесії, фасад оздоблений рослинним орнаментом та прикрашений металевими кронштейнами балкону і карнизу. Будинки № 11, № 15, № 17, № 19, № 21 і № 23 зведені у стилі сецесії та відрізняються один від одного лише елементами оздоблення фасадів, зокрема, фасад будинку № 19 прикрашений лучковими завершеннями віконних отворів, будинку № 21 — бічними ризалітами, будинку № 23 — маскаронами. У будинку № 17 за часів Другої Польської республіки була перукарня Ґросзанґа, за радянських часів — ательє «Фотокераміка». Будинок № 25 — триповерхова чиншова кам'яниця, зведена у 1911 року у стилі пізньої сецесії. З 1991 року має статус пам'ятки архітектури місцевого значення (№ 2206-м). Будинок № 31 споруджений у 1910-х роках у стилі раціональної постсецесії. Фасад будинку прикрашений характерним для цього стилю меандровим орнаментом та оригінальними решітками для вазонів із квітами на рівні третього поверху. Збереглася старовинна металева брама. За радянських часів тут був магазин «Продкооперація». Триповерхова кам'яниця № 37 має статус пам'ятки архітектури місцевого значення (№ 2483-м). Будинок № 39 зведений близько 1910 року у стилі пізньої сецесії, тут розташовувалася колишня єврейська Талмуд-Тора «Марбіцей Тора», у 1950-х роках — 3-й районний відділ міліції. Нині тут міститься Галицький відділ Державної виконавчої служби міста Львова та 3-тя державна нотаріальна контора. У 1960-х роках на правій, глухій стіні будинку було створено мозаїку «Слава будівникам комунізму». Напис прибрали у 1990-х роках, а саму мозаїку — у 2010-х роках, коли до існуючого будинку прибудували новобудову.
Парний бік проспекту забудований слабо і лише від початку проспекту до залізниці. Будинок № 2 — колишній кінотеатр «Мир», зведений за типовим проєктом у липні 1965 року на пустирі (архітектор — Станіслав Соколов). Кінотеатр був розрахований на 1 200 місць, у 1990-х роках у приміщенні колишнього кінотеатру розташувався мистецький центр «Клекіт», а з 2001 року будівлю перебудували у стилі хай-тек для нічного культурно-розважального центру «Міленіум». Будинок № 4 зведений у 1964—1967 роках для низки державних установ за проєктом архітектора Мирона Вендзиловича у стилі пізнього радянського модернізму. Будівля має 11 поверхів і на момент будівництва була найвищою у Львові. У будівлі міститься низка державних установ, зокрема Обласне статистичне управління, Державний комітет земельних ресурсів та Машинолічильна станція. У червні 1969 року на першому поверсі партерної частини будівлі відкрилося популярне серед львів'ян кафе «Ватра» (нині — магазин «Альтернатива сантехніка»). Будинок № 6 зведений у 1928 році за проєктом Тадеуша Врубеля у стилі раннього функціоналізму. Триповерховий, на високому цоколі будинок прикрашений півкруглими аркадами. Початково тут містилася жіноча школа імені Миколая Рея, яка ще у міжвоєнний період стала змішаною, тобто у ній навчалися, як хлопці, так і дівчата. У повоєнний час й до 1950-х років — середня школа робітничої молоді № 8, пізніше — середня школа № 58 з російської мовою викладання, за часів незалежності — початкова школа № 53 міста Львова. Останній будинок з парного боку проспекту має адресу — площа 700-ліття Львова, 2. Двоповерховий, з високим цоколем і трикутним фронтоном, будинок був споруджений наприкінці XIX століття, для міської «Нової медоситні». У 1930-х роках будинок перебудували для Міського дезінфекційного закладу, тут розташовувалися відділи карантину та дезінфекції, лекційні зали та музей гігієни. Нині тут міститься львівський міський відділ ДУ «Львівський обласний центр Держасанепідемслужби України». Будинок внесений до Реєстру пам'яток архітектури місцевого значення під № 2808-м.
За залізницею забудова проспекту продовжується лише з непарного боку і до вулиці Хімічної складається з одно- та двоповерхових будинків, які мають однаковий номер — 45г, та відрізняються лише номером корпусу. Комплекс із дванадцяти будинків (збереглися не всі) звели у 1920-х роках на місці колишнього ринку худоби для безробітних і бездомних. У кожному будинку було по 32 помешкання, а також санітарні та гігієнічні приміщення. Під час німецької окупації Львова тут був концентраційний робочий табір для євреїв Львівського гетто, а із встановленням у Львові радянської влади комуністи облаштували тут пересильну в'язницю № 25, звідки у 1944—1954 роках у табори ГУЛАГу вивезли понад 250 тисяч людей. Близько кількох сотень померли у пересильній тюрмі і були тут же поховані. У 1950-х—1980-х роках у колишніх бараках влаштували шпиталь для інвалідів німецько-радянської війни. З 2010 року за підтримки міської влади у частині приміщень облаштували меморіальний музей тоталітарних режимів «Територія Терору». Навпроти музею, з парного боку проспекту розташований меморіал жертвам львівського гетто, відкритий у 1992 році (скульптори Луїза Штеренштейн, Юрій Шмуклер, архітектор Василь Пліхівський).

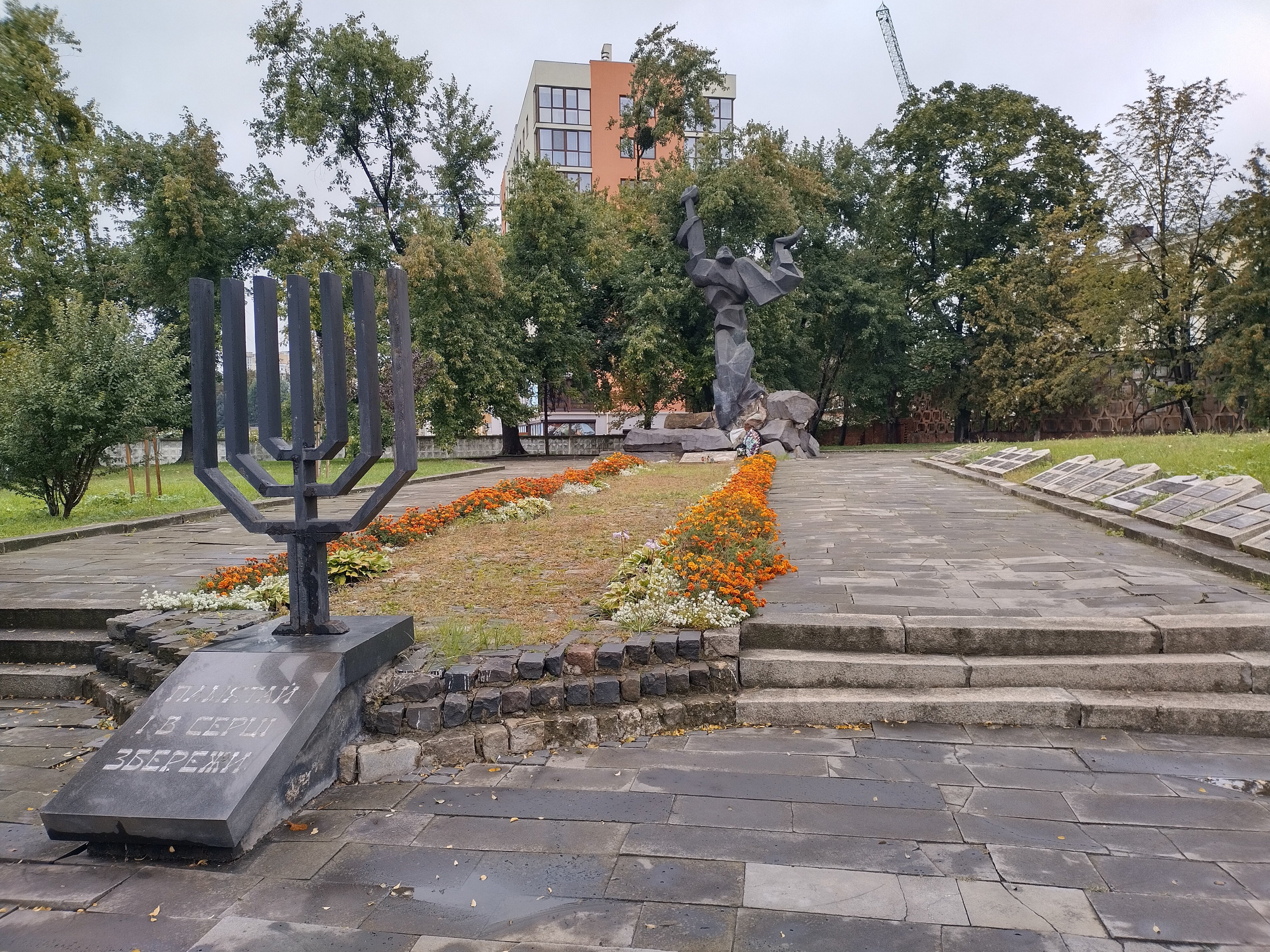
Пам'ятник жертвам львівського єврейського гетто

За вулицею Хімічною починається ділянка відносно сучасної забудови проспекту. У 1964 році тут за проєктом архітекторів М. Вендзиловича та С. Домазара почав будуватися мікрорайон типових п'ятиповерхівок. Єдиною довоєнною будівлею на цій ділянці є п'ятиповерховий будинок № 43, зведений у 1930-х роках у стилі функціоналізму. У 1970-х роках до нього прибудували адміністративний будинок, де розташувалися кілька державних установ та організацій. Стандартний дев'ятиповерховий будинок № 45 зведений на початку 1970-х років, на його першому поверсі з радянських часів розташовані різноманітні магазини. Дев'ятиповерховий будинок № 57 зведений у 1982—1984 роках  для Львівського центру науково-технічної і економічної інформації та пропаганди Держплану УРСР за проєктом архітектора Бориса Кузнєцова, з тильного боку розташовувався конференц-зал на 600 місць. Навпроти цього будинку наприкінці 1990-х років був споруджений один з перших у Львові ресторанів швидкого харчування McDonald's.
Ділянка вулиці між вулицями Липинського та Варшавською забудовувався згідно проєкту, розробленому у 1968 році (керівником проєкту був архітектор Володимир Дорошенко). Тут планувалося створити один з двох нових у північному Львові громадських центрів, що складався б з будинку побуту, банку, двох проєктних інститутів та універсаму. На перехресті з вулицею Липинського розташований будинок побуту «Ювілейний» (буд. № 59), зведений у 1982 році за проєктом архітектора В. Дорошенка і названий на честь 60-річчя СРСР. Будівля була прикрашена великим мозаїчним панно «Дружба українського та російського народів» (авторства художника Євгена Безніска). Будинок № 61 зведений у 1980-х роках для обчислювального центру Львівського управління державного банку СРСР (реконструйований у 2008—2009 роках). За часів незалежності тут розмістився фінансово-економічний факультет Львівського інституту банківської справи. Дев'ятиповерхові будинки № 63 і № 67 зведені у 1980-х роках за проєктом архітектора Б. Кузнєцова. Між ними під № 65 розташована одноповерхова будівля колишнього універсаму. Будинок № 67г зведений у 2007—2009 роках для торгового центру «Інтерсіті» (архітектори Володимир Следзь та Артем Желуніцин).
Наприкінці вулиці при перехресті з вулицею Петра Панча розташована будівля супермаркету «Арсен», зведена 2003 року, за нею йдуть два видовжені дев'ятиповерхові будинки на 160 квартир кожний (буд. № 95 і № 101), зведені у 1980-х роках за адаптованими типовими проєктами (архітектори Б. Кузнєцов, А. Заславська, О. Шкіра). Біля цих будинків на межі 1980—1990-х років за проєктом архітектора Б. Кузнєцова спорудили два 16-поверхових житлових будинки. Під № 105 у 2002 році за проєктом архітектора Юрія Шатунського звели будівлю супермаркету електроніки «Бомба», нині — супермаркет мережі «Рукавичка».
У 1990-х роках біля перехрестя з вулицею Варшавською планувалося спорудити 14-поверхову будівлю готелю «Інтурист», проте через брак коштів проєкт не був реалізований.
З парного боку проспекту на ділянці між вулицями Липинського та Варшавською будинків, приписаних до проспекту, немає. Тут розташовується район садибної малоповерхової забудови Замарстинова, наприкінці проспекту на місці колишнього Панського поля розташований парк імені 700-річчя Львова.
З початку 2010-х років район між вулицею Панча та проспекту Чорновола інтенсивно забудовується. Тут будується ряд нових житлових кварталів, зокрема, ЖК «Вайт Хаус» (пр-кт Чорновола, 67) та ЖК «City» (пр-кт Чорновола, 69). У 2012 році, напередодні проведення чемпіонату Європи з футболу проведений капітальний ремонт дорожного покриття проспекту, у 2020 році було проведено ремонт хідників та облаштовано велодоріжки.

Забудова проспекту
Будівля управління земельних ресурсів (пр-кт Чорновола, 7)
Готель «Львів» (пр-кт Чорновола, 4)
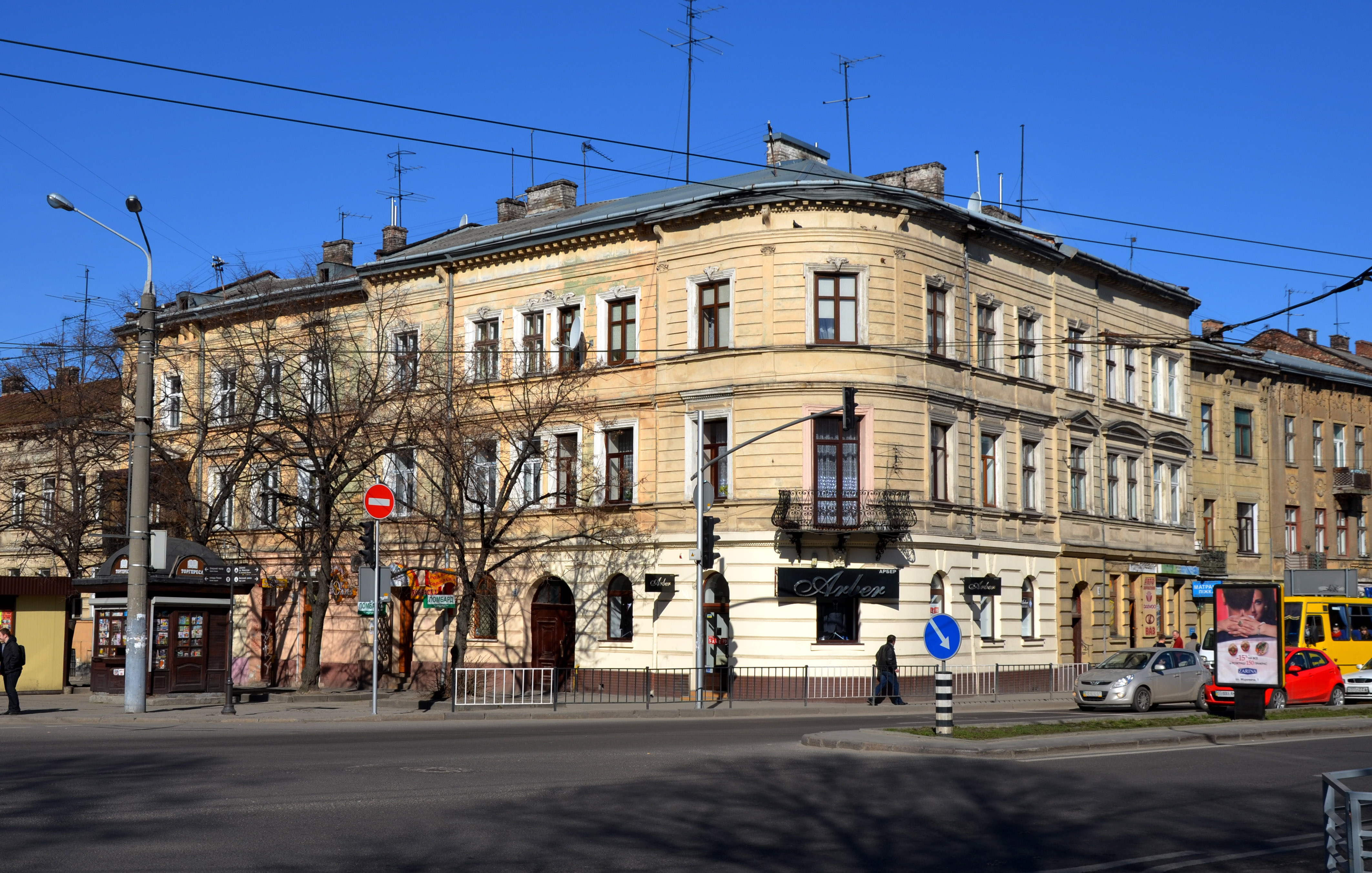
Кам'яниця початку XX століття (пр-кт Чорновола, 9)
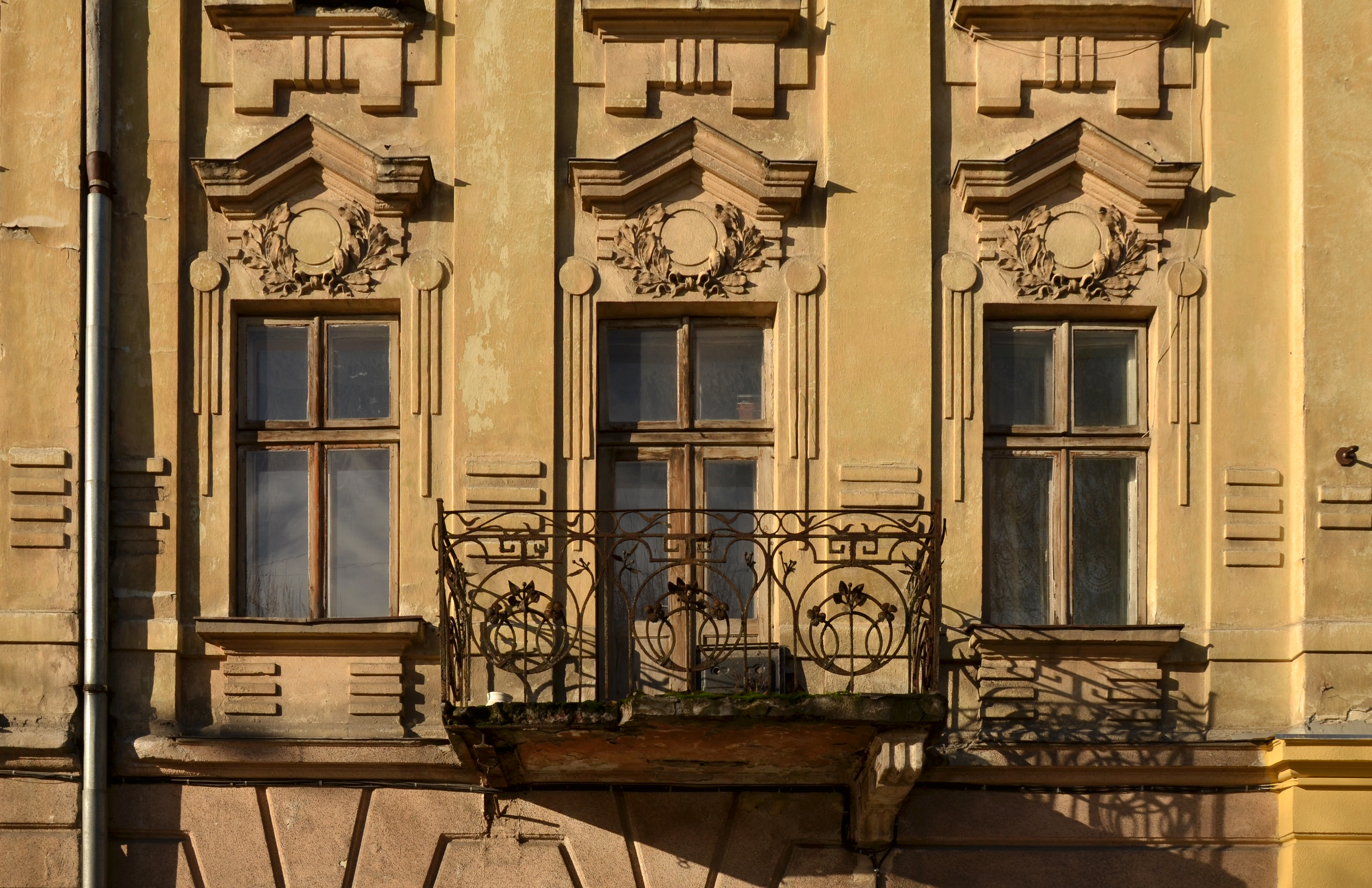
Фрагмент оздоблення кам'яниці (пр-кт Чорновола, 15)
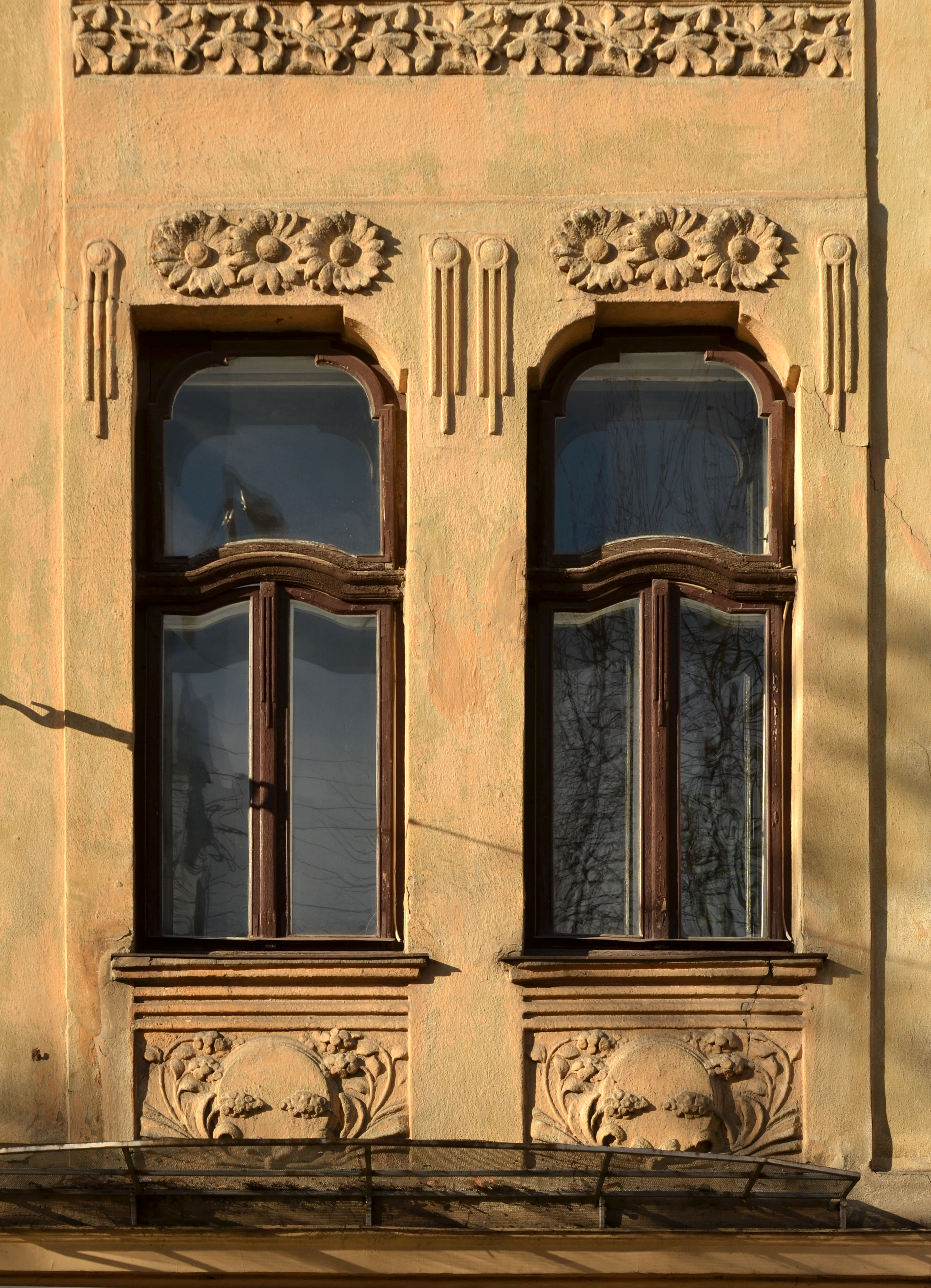
Фрагмент оздоблення кам'яниці (пр-кт Чорновола, 19)
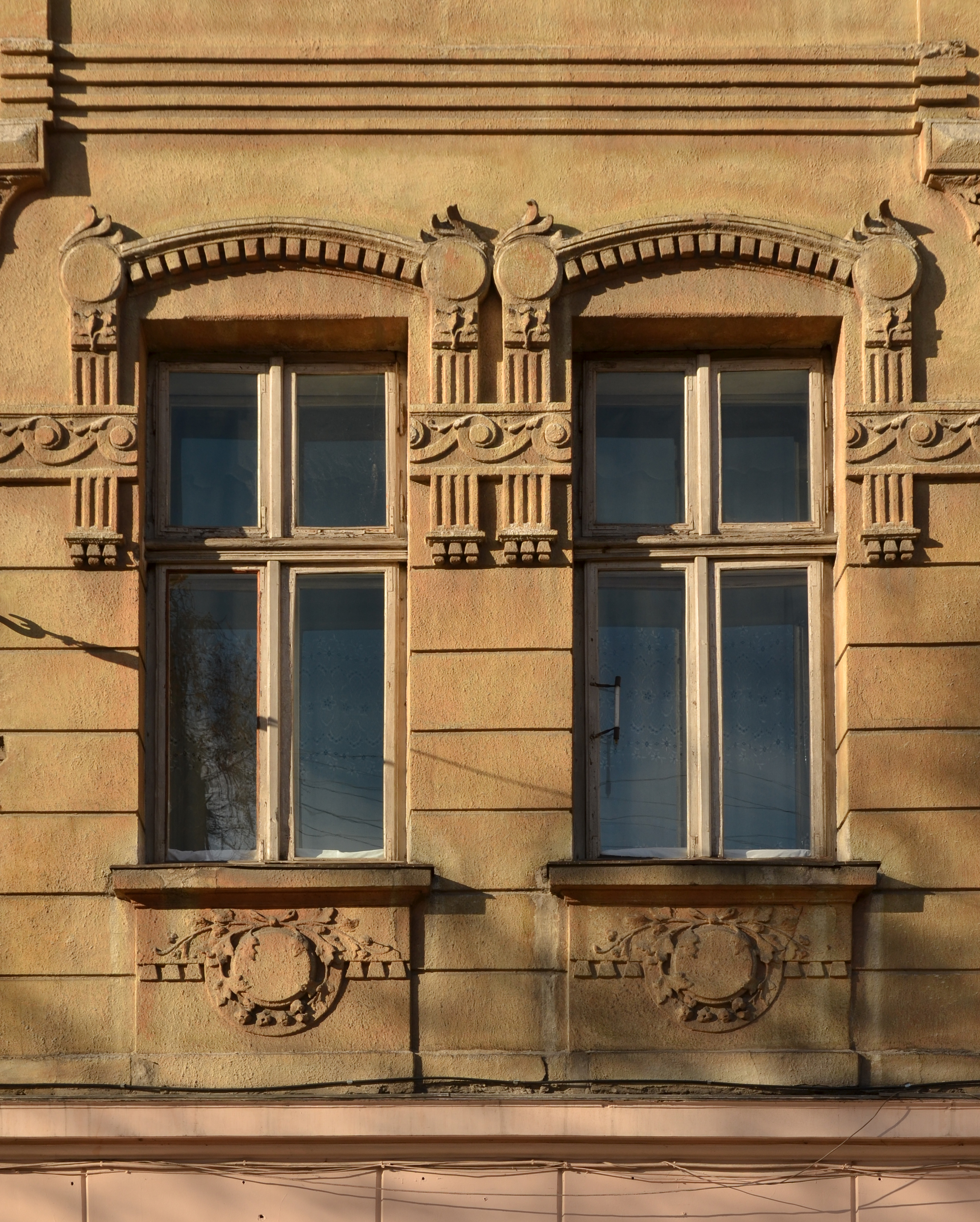
Фрагмент оздоблення кам'яниці (пр-кт Чорновола, 23)
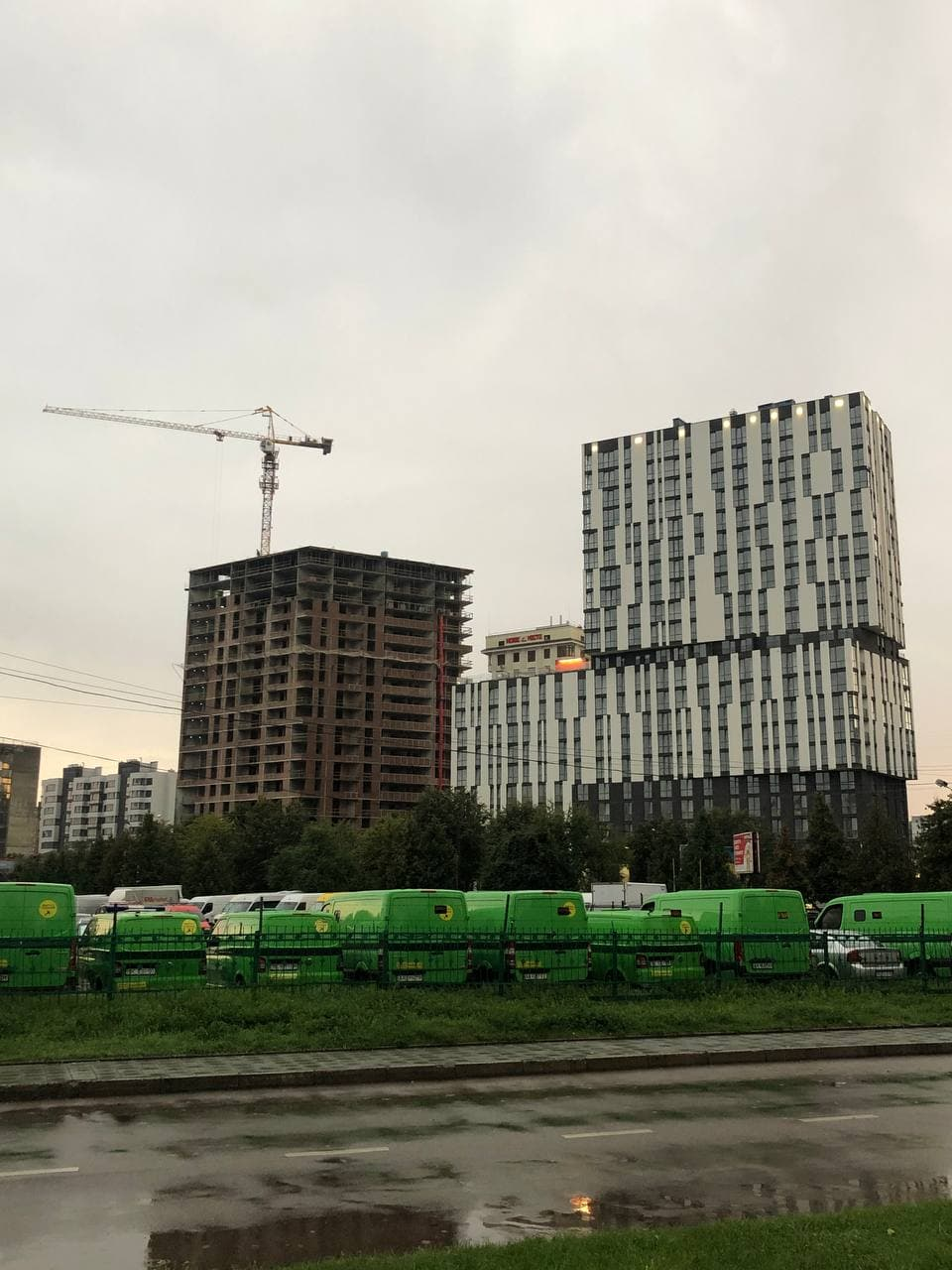
Сучасна житлова забудова. ЖК «Вайт Хаус» (пр-кт Чорновола, 67) та ЖК «City» (пр-кт Чорновола, 69)
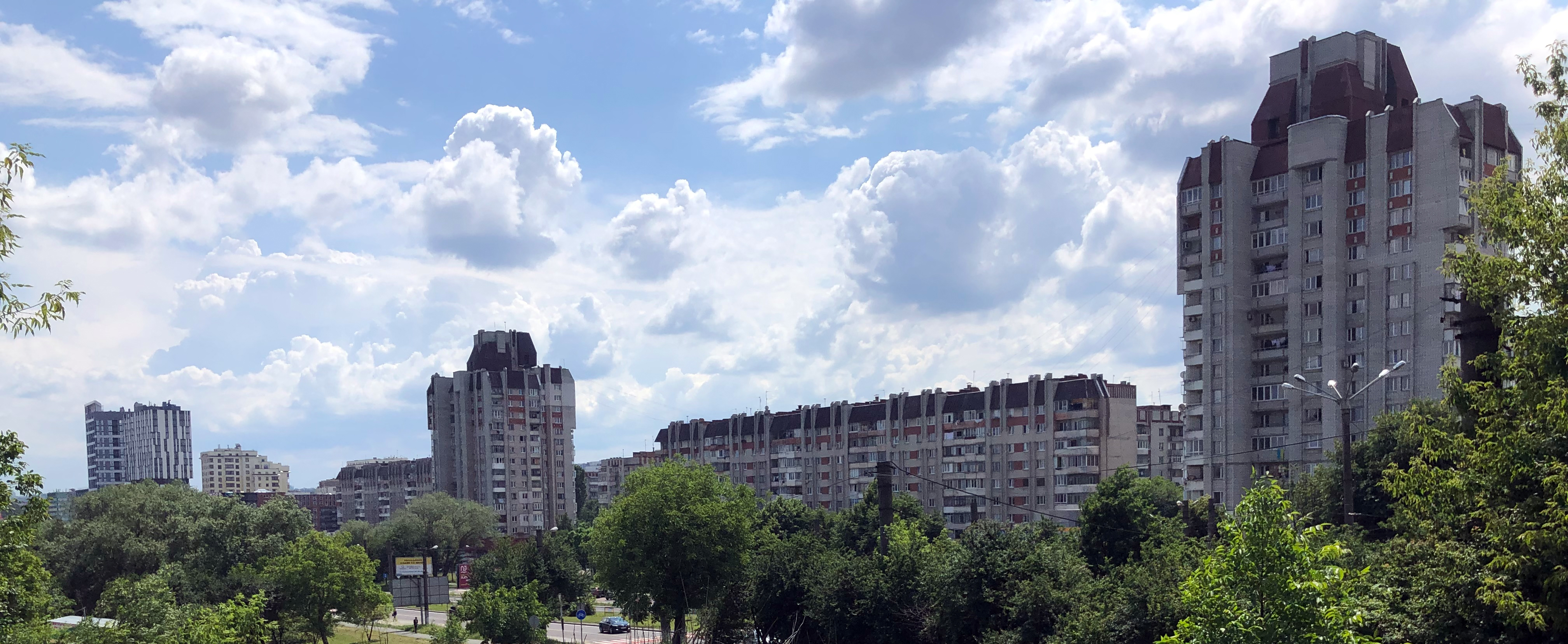
Житлова забудова 1980-х років: будинки на пр-кті Чорновола, 99, 101

## Транспорт
Проспект Чорновола — важлива транспортна артерія Львова, він сполучає північні околиці міста (Голоско, Замарстинів, Циганівку тощо) з історичним центром. Майже по всій своїй довжині проспект має дві розділені смуги автомобільного руху.
У 1959 році на проспекті відкрили тролейбусну лінію. Спершу тут курсував тролейбус № 4, що курсував до стадіону СКА (маршрут ліквідований у 2002 році). У 1976 році на проспекті відкрили маршрут № 13, що спочатку пролягав до нинішньої вулиці Липинського, а у 1978 році був продовжений через вулицю Варшавську до вулиці Грінченка на Збоїщах.
Від 1 липня 2019 року змінилася нумерація тролейбусних маршрутів у Львові. Згідно з цими змінами, колишній тролейбусний маршрут № 13 став № 33.

## Установи та заклади
- буд. № 2а — Музей вишитих ікон отця доктора Дмитра Блажейовського.
- буд. № 6 — Львівська спеціалізована загальноосвітня школа І ступеня № 53 з поглибленим вивченням англійської мови.
- буд. № 6а — Міська дезінфекційна станція
- буд. № 45г — Меморіальний музей тоталітарних режимів «Територія Терору»[20]
- буд. № 67г — торгово-офісний центр «Інтерсіті».
- буд. № 93 — супермаркет «Арсен».
- буд. № 105 — супермаркет «Рукавичка»